# آنا كووغان
آنا كووغان (بالإنجليزية: Anna Coogan)‏ هي مغنية مؤلفة وملحنة أمريكية، ولدت في 1981 في بوسطن في الولايات المتحدة.

## وصلات خارجية
- الموقع الرسمي
- آنا كووغان على موقع ميوزك برينز (الإنجليزية)
- آنا كووغان على موقع أول ميوزيك (الإنجليزية)
- آنا كووغان على موقع ديسكوغز (الإنجليزية)